# ジョン・R・ペリー (護衛駆逐艦)
|          | |
| 艦歴     | |
| 発注     | |
| 起工     | 1956年1月4日                                                                                        |
| 進水     | 1958年7月29日                                                                                       |
| 就役     | 1959年5月5日                                                                                        |
| 退役     | 1973年2月20日                                                                                       |
| その後   | インドネシア海軍に移管                                                                              |
| 除籍     | 1973年2月20日                                                                                       |
| 性能諸元 | |
| 排水量   | 基準：1,314トン 満載：1,970トン                                                                     |
| 全長     | 312 ft (95.1 m)                                                                                     |
| 全幅     | 38.9 ft (11.84 m)                                                                                   |
| 吃水     | 満載：12.1 ft (3.7 m)                                                                               |
| 機関     | マルチプル・ディーゼル方式 フェアバンクス・モース38ND-1/8 ディーゼルエンジン (1,700 bhp)4基 1軸推進 |
| 最大速   | 20-22ノット                                                                                         |
| 乗員     | 士官12名、兵員159名                                                                                 |
| 兵装     | Mk.34 3インチ単装速射砲2基                                                                          |
| 兵装     | ヘッジホッグMk.11対潜迫撃砲2基                                                                      |
| 兵装     | Mk 32 3連装短魚雷発射管2基                                                                          |
| 兵装     | 爆雷投下軌条（竣工時）1条                                                                           |
| FCS      | Mk.70 砲FCS1基                                                                                      |
| FCS      | Mk.105 水中FCS1基                                                                                   |
| レーダ   | AN/SPS-6 対空捜索用1基                                                                              |
| レーダ   | AN/SPS-10 対水上捜索用1基                                                                           |
| ソナー   | AN/SQS-4 艦底装備1基                                                                                |

ジョン・R・ペリー (USS John R. Perry, DE-1034) は、アメリカ海軍の護衛駆逐艦。クロード・ジョーンズ級護衛駆逐艦の2番艦。艦名はジョン・R・ペリー少将に因む。

## 艦歴
ジョン・R・ペリーは1956年1月4日にルイジアナ州エイボンデールのエイボンデール・マリンウェイズ社で起工する。1958年7月29日にジョン・R・ペリー夫人（ペリー少将の未亡人）によって命名、進水し、1959年5月5日に艦長W・L・アトキンソン少佐の指揮下就役した。
ジョン・R・ペリーは北ヨーロッパおよびスカンディナヴィア諸国への整調巡航を行い、続いてキューバのグアンタナモ湾へ向かった。その後艦隊ソナー学校の訓練艦としてフロリダ州キーウェストを拠点として活動し、対潜水艦作戦のためにカリブ海の主要港を訪問した。キューバ危機の際にはケネディ大統領がキューバ封鎖のために派遣した大西洋艦隊の内の1隻であった。ジョン・R・ペリーは封鎖を強化するためキューバ沖合をパトロールした。
その後はキーウェストを拠点としたソナー訓練艦の任務を再開し、1965年まで継続した。この主要な任務はチャールストン海軍工廠でのオーバーホールや、カリブ海での対潜水艦戦演習、アルファ任務部隊との東への展開、ベネズエラ海軍との共同演習で中断された。この間、ジョン・R・ペリーは海軍の対潜水艦戦能力の向上に貢献し、増大するソビエト連邦潜水艦の脅威から国を守るという自己の能力を確実に完成された。
1966年5月1日に太平洋艦隊に転属となった。16日にキーウェストを出航し、3日後にパナマ運河を通過、6月4日に真珠湾に到着し、1967年半ばまでハワイ海域で活動した。
1970年代初めに退役した。1973年2月20日に除籍され、インドネシア海軍に移管された。インドネシアではサマディクン(KDI Samadikun, D-1) と改名して活動、1982年には艦番号がDE-341に変更された。サマディクンは2005年9月8日に退役した。

## 参照
- この記事はアメリカ合衆国政府の著作物であるDictionary of American Naval Fighting Shipsに由来する文章を含んでいます。 記事はここで閲覧できます。
- この記事はアメリカ合衆国政府の著作物でありパブリックドメインであるNaval Vessel Registerに由来する文章を含んでいます。 記事はここで閲覧できます。